# Jacques Pelletier
Jacques Pelletier (ur. 1 sierpnia 1929 w Villers-en-Prayères, zm. 3 września 2007 w Paryżu) – francuski polityk, rolnik i samorządowiec, wieloletni członek Senatu, minister współpracy na rzecz rozwoju (1988–1991).

## Życiorys
Ukończył Lycée Janson-de-Sailly, studiował w École supérieure d’agriculture d’Angers. Zawodowo zajął się rolnictwem. W 1955 stanął na czele zrzeszenia młodych rolników departamentu Aisne. W 1956 został wiceprzewodniczącym ogólnokrajowej organizacji młodych rolników CNJA. W 1953 objął stanowisko mera swojej rodzinnej miejscowości, zajmował je nieprzerwanie do czasu swojej śmierci. Od 1958 do 2004 był członkiem rady generalnej Aisne, w latach 1964–1979 pełnił funkcję przewodniczącego tego gremium.
W okresach 1966–1978, 1980–1988, 1989 i 1998–2007 wykonywał mandat senatora. W latach 1982–1988 przewodniczył senackiej frakcji Gauche démocratique. Od końca lat 90. działał w grupie RDSE, skupiającej senatorów związanych z historycznym nurtem radykalnym (od 2001 jako jej przewodniczący).
Był również członkiem francuskich rządów. W kwietniu 1978 Raymond Barre powierzył mu stanowisko sekretarza stanu do spraw edukacji, zajmował je do maja 1981. Od maja 1988 do maja 1991 był ministrem współpracy na rzecz rozwoju w obu gabinetach Michela Rocarda. W latach 1992–1998 sprawował urząd francuskiego rzecznika praw obywatelskiej (médiateur de la République).
Odznaczony Legią Honorową V klasy (1996).